# 暁星中学校・高等学校
暁星中学校・高等学校（ぎょうせいちゅうがっこう・こうとうがっこう）は、東京都千代田区富士見に所在し、中高一貫教育を提供する私立男子中学校・高等学校。
高等学校において、生徒を募集しない完全中高一貫校。キリスト教カトリックに基づく教育を行い、またフランス語を第一外国語または第二外国語としている。

## 概要
青年教育を目的とするパリのカトリック修道会・マリア会の要請で会員である5人の宣教師（アルフォンス・ヘンリック、ニコラス・ワルテル、ジョセフ・セネンツ、ルイ・シュトルツ、カミーユ・プランシュ）が1888年（明治21年）1月来日し、東京府東京市京橋区築地のカトリック築地教会の敷地内に神学校として開設した家塾が暁星学園の母体である。
同年8月に麹町区元薗町2丁目4番地の借家を校舎とする私立暁星学校が設立認可される。パリのスタニスラス高等中学校 (fr:Collège Stanislas (Paris)) を手本とした。1890年（明治23年）には現在地に移転し旧制暁星小学校の設立が認可される。1899年（明治32年）には旧制暁星中学校が設立認可される。
その後関東大震災、太平洋戦争を通じて校舎など大きな打撃を受けるが、戦後新学制となり、1947年（昭和22年）新制暁星中学校、翌年には新制暁星高等学校が発足し現在に至る。
暁星幼稚園、暁星小学校が隣設し、幼小中高一貫教育を行っている。高等学校においては生徒を募集しない完全中高一貫校。フランス系カトリック校の一つである。
フランス語教育を行っており、中学進学時に、第1外国語を英語とフランス語から選択し、他方を第2外国語として中学3年時まで学習する。高校3年までフランス語を第1外国語として履修した者のうち優秀者はバカロレアと同等の資格を得ることができる。
またスポーツに関しては全校を挙げてサッカーを奨励している（かつては、授業前と放課後の練習が必須であった。）。サッカー部の歴史は古く、80年代までは全国高校サッカー選手権にたびたび出場するほどであった。
制服は7つボタン立折襟型の学生服で、両襟に金モールで刺繍した校章が付く他、後身頃のステッチや夏服生地の灰緑色が特徴的である。制帽、制靴に靴下の色、鞄に至るまでトータルにデザインされている。フランスのサン・シール陸軍士官学校の制服をモデルとしたもので、大幅な改定をせずに当初からの制式を守り続けている。国内の姉妹校である光星、明星、海星の男子生徒も同形式の制服を着用している。
2002年（平成14年）度以降、帰国生徒枠編入以外、高等学校からの新入生募集は停止している。

## 兄弟校
- 学校法人札幌光星学園（札幌光星中学校・高等学校）
- 学校法人大阪明星学園（明星中学校・高等学校）
- 学校法人海星学園（海星中学校・高等学校）

なお、千葉県の学校法人暁星国際学園が設置運営する中学校・高等学校は、当初は暁星学園により設立されたが、その後別法人の運営となっている。
かつて姉妹校関係にあった学校
- 泰星中学校・高等学校（現：上智福岡中学校・高等学校）（1946年 - 1969年までマリア会が経営）
- セント・ジョセフ・インターナショナル・カレッジ（廃校）
- 晃華学園中学校・高等学校（女子校。1961年に法人分離）

伝統的に交流がある学校
- 芝中学校・高等学校

## 沿革
1923年（大正12年）の関東大震災では校舎に引火し被害が甚大なものとなったが、ローマ教皇庁はじめ世界中の国々からの浄財が集められ1925年（大正14年）に校舎が再建された。太平洋戦争中の学童疎開においては、暁星疎開学園委員会を結成し軽井沢や箱根、山梨に分かれて疎開した。
1919年（大正8年）には、卒業生にフランスのバカロレアと同等の資格が与えられている。

### 年表
- 1888年（明治21年）
  - 2月 - 東京府東京市京橋区築地明石町にマリア会の神父アルフォンス・ヘンリックらが小規模の学校を設立。
  - 7月 - 東京府東京市麹町区元薗町に移転、暁星学校と命名される。
- 1890年（明治23年）7月 - 東京府東京市麹町区富士見（現在地）に移転。
- 1899年（明治32年）10月 - 暁星中学校（旧制）開校。
- 1902年（明治35年）5月 - 制服の制定。
- 1919年（大正08年）5月 - 卒業生にフランスのバカロレアと同資格が与えられることになる。
- 1936年（昭和11年）3月 - 校歌制定（北原白秋作詞・山田耕筰作曲）。
- 1947年（昭和22年）4月 - 学校教育法の施行により、新制中学校での授業開始。
- 1948年（昭和23年）4月 - 暁星高等学校開校。
- 1989年（平成元年）3月 - 現校舎が竣工。

## 校歌
学校には校歌が制定されている。制定前は「ラ・マルセイエーズ」などのフランス語の歌を歌っていた。戦前は3番も歌っていたが、戦後は軍国主義的な内容（『大君の国』など）から歌わなくなっている。また、一番最後の節は2回繰り返して歌う。作詞は北原白秋。作曲は山田耕作。
1番 来たれ我に黎明 開け雲の翼 光りあり燦らに言葉ある星 暁星暁星我らが理想
2番 思へ常に平和を 守れ人の信 響きありまさしく空を呼ぶ旗 暁星暁星我らが希望
（3番）生きよ愛に学園 纏え額の桂 栄あり東の大君の国 暁星暁星我らが勝利

## 教育
学内では中学生が1 - 3年生、高校生が4 - 6年生と呼称され、実質上1つの学校となっている。
中学3年時より主要教科（外国語・数学）は習熟度別編成になり、高校2年時で文系・理系選択を行う。医師の息子が多いため理系を選択する学生が多く、その大半が医学部を志望する。そのため数学・理科に関してはハイレベルな授業が展開されている。
英語においては旧来より、ロバート・M・フリン神父著、イエズス会編纂の『プログレス・イン・イングリッシュ』シリーズを教科書として採択している。ただし、古い英語表現を見直す動きがあり、プログレスは2019年には完全に廃止されることになった。
また先述の通り、フランス語教育を行っている。毎年6月頃には「フランス語フェスティバル」が行われ、暁星の他白百合・雙葉・カリタス・聖ドミニコなどの学校からフランス語を第1外国語として履修する生徒が集まり、フランス語による劇やスピーチが行われる。黄緑色の『Premier Livre』からステップごとの色別表紙が施されるテキストは本校編纂であり、これらのフランス語教育を行うカトリック系各校で利用されていた。
また、週に1時間宗教の授業が（「道徳」の授業に代わり）行われる。もちろん宗教とはキリスト教（カトリック）のことであり、神父や神学校（上智大学の神学科など）を卒業した教師により聖書の朗読や読解、キリスト教宗教学の授業が行われる。

### その他
- 1967年（昭和42年）に暁星学園国際部日仏科として設置された、主に在日フランス人子弟やフランス語圏出身者、邦人の帰国生徒らが通うリセ・フランコ・ジャポネ・ド・東京が、シャミナード修道院側隣接地（小学校対面）にあった。両校間の交流は年に一回の秋祭りぐらいだった。リセが校舎を移転したため、現在同地は高層マンションとなっている。
- 学食は現在シダックスが運営。2000年度まで運営していた「大平食堂」は現在は廃業している。

## 学校行事
1学期
- 4月 入学式、実力試験（中2〜高3）
- 5月 1学期中間試験
- 6月 運動会、修学旅行（高2）
- 7月 1学期末試験
- 7月中旬～９月上旬 夏休み

2学期
- 9月 実力試験
- 10月 文化祭、2学期中間試験
- 11月 研修旅行（中3）、サッカー大会
- 12月 2学期末試験

3学期
- 1月 実力試験
- 2月 入学試験
- 3月 学年末試験・卒業式

## クラブ活動
高校サッカー部は全国大会に10回の出場経験がある（東京都では帝京高校に次ぎ2番目に出場回数が多い）。
中学サッカー部は度々全国大会に出場しており、2000年（平成12年）から2年連続で全国制覇、最近でも2015年と2016年、2018年と全国大会へ出場を果たしている。
他にはスキー部が国体・インターハイ・関東大会の常連、バレーボール部・テニス部・陸上部が東京都大会や関東大会の常連である。近年では水泳部がインターハイ・全国中学に複数の選手を輩出し決勝に残るなど活躍しており、鉄道研究部も毎年部員がフォトコンテスト等で入賞している。
- 競技かるた部
- サッカー部
- 軟式野球部
- バスケットボール部
- 陸上部
- バレーボール部
- 卓球部
- 山岳部
- 剣道部
- 水泳部
- 硬式テニス部
- 軟式テニス部
- バドミントン部

- 仏語部
- コンピュータ部
- 農部
- 室内楽研究部
- 演劇部
- 物理部
- 生物部
- 化学部
- 音楽部
- 鉄道研究部
- 将棋部
- 合唱部
- 数学研究部

## 交通アクセス
- 東京メトロ有楽町線飯田橋駅徒歩10分
- 東京メトロ半蔵門線九段下駅より徒歩5分

## 著名な出身者

### 政治家・公務員
- 井上孝治郎（元駐トルコ大使、元外務省経済局長、元内閣総理大臣秘書官）
- 宇佐美典也（評論家、元経産官僚）
- 大石正光（元参議院議員、元衆議院議員）
- 大塚海夫（海上自衛官、駐ジブチ大使、靖国神社宮司）
- 大場智満（財務官）
- 柏木雄介（財務官）
- 金子原二郎（元参議院議員、元農林水産大臣、元長崎県知事、元衆議院議員）
- 来栖良（陸軍軍人）
- 砂田重民（元自民党衆議院議員）
- 田中龍夫（衆議院議員、元通産相）
- 塚越賢爾（航空機関士・神風号での欧州訪問飛行で世界的英雄となった。）
- 寺崎英成（外交官、宮内庁御用掛）
- 谷村裕（大蔵事務次官、公正取引委員会委員長、東京証券取引所理事長）
- 楢橋進（元自民党衆議院議員）
- 成澤廣修（元文京区議会議員、文京区長）
- 松井明（駐仏・駐セイロン大使、対日講和会議全権委員）
- 松平永芳（海軍軍人、陸上自衛官、神官）
- 松永信雄（駐米大使、外務事務次官 / 編入）
- 皆川圭一郎（元千葉県鎌ケ谷市長）
- 本野盛幸（駐仏大使、日仏会館理事長）
- 山崎隆一郎（駐フィリピン大使、アジア生産性機構事務総長）
- 山本信次郎（海軍軍人）
- 山本剛正（衆議院議員）
- 渡辺甚吉（元参議院議員、元東海テレビ放送副社長）

### 実業家
- 根岸浜吉（2代目）
- 諸井虔
- 堀義貴
- 野間省伸
- 生田與克
- 志太勤一
- 清水伸太郎

### マスメディア
- 鳥羽博剛
- 寺川俊平
- 中井精也
- 瀧川幸樹

### 学者・文化人
- 石川直樹（写真家、登山家）
- 石井直方（東京大学教授、生理学・筋生理学・運動生理学）
- 中川恵一（東京大学准教授、放射線医学）
- 岡田英弘（歴史家、東京外国語大学名誉教授） ※旧制中学3年時に旧制成蹊高校尋常科へ転校[9]
- 沢田昭夫（歴史学者、筑波大学名誉教授）
- 山口茂（経済学者、一橋大学名誉教授）
- 時枝誠記（言語学者）
- 青井明（言語学者、国際基督教大学名誉教授）
- 岩下壮一（カトリック神学者、神山復生病院理事長）
- 吉田健一（英文学者）
- 渡辺一夫（仏文学者）
- 山内義雄（仏文学者）
- 朝倉季雄（仏文学者）
- 串田孫一（詩人、哲学者、随筆家）
- 平野威馬雄（詩人、仏文学者） ※中退
- 白井浩司（仏文学者）
- 森有正（哲学者、仏文学者、初代文部大臣森有礼の孫）
- 朝吹亮二（仏文学者、詩人）
- 金子光晴（詩人）
- 三富朽葉（詩人）
- 逸見猶吉（詩人）
- 佐藤惣之助（詩人）
- 小牧近江（翻訳家、社会運動家） ※中退
- 深田祐介（作家）
- 丸岡明（作家）
- 今日出海（作家、初代文化庁長官）
- 陸奥イアン陽之助（ジャーナリスト・映画監督・伯爵）
- 倉田保雄（国際問題評論家、エッセイスト）
- 小沢僥謳（劇作家、演出家、翻訳家、小沢栄太郎の長男）
- 戸板康二（演劇・歌舞伎評論家、推理作家、随筆家）
- 夏目伸六（随筆家、夏目漱石の二男）
- 縫田清二（社会思想史家）
- 野村芳太郎（映画監督）
- 勅使河原宏（華道家、映画監督）
- 菊池武夫（ファッションデザイナー）
- 長谷川路可（日本画家、フレスコ作家）
- 釘町彰 （画家）
- 山本耀司（ファッションデザイナー）
- 柳原尚之（料理研究家）
- 大木隆生（東京慈恵会医科大学教授 外科学講座（血管外科））
- 三浦崇宏（PRプランナー、株式会社GO代表・クリエイティブ・ディレクター）
- 五十嵐啓（神経科学者）
- 杉浦克己（立教大学教授）
- 澤田直（立教大学教授）
- 大熊一夫（元朝日新聞記者。元大阪大学教授）

音楽
- 片山杜秀（音楽評論家、右翼思想研究家）
- 近藤柏次郎（ピアニスト）※旧制暁星中学4年時に旧制府立一中へ転校
- 鷺巣詩郎（作曲家、アレンジャー）
- 柴田南雄（作曲家、音楽評論家、音楽学者）
- 福島和夫（作曲家、音楽学者）
- 松平頼暁（現代音楽作曲家）
- 松平頼則（作曲家、ピアニスト）
- 草野浩二（音楽プロデューサー）
- 村井邦彦（作曲家、音楽プロデューサー）
- 村井研次郎（ベーシスト）
- 諸井誠（作曲家、音楽評論家）
- 宇都宮安重（作曲家）
- 矢代秋雄（作曲家）
- 齋藤秀雄（チェロ奏者、指揮者）
- 夏目純一（ヴァイオリン）
- 山本達彦（シンガーソングライター）
- 渡辺香津美（ギタリスト）

### 芸能
- 七代目尾上梅幸
- 四代目市川猿之助
- 十代目松本幸四郎
- 四代目河原崎権十郎
- 十八代目中村勘三郎
- 二代目中村吉右衛門
- 二代目中村錦之助
- 坂東彌十郎
- 二代目松本白鸚
- 香川照之（九代目市川中車）
- 四代目尾上松緑 ※高校中退
- 六代目中村松江
- 東千代之介
- 西川右近 ※高校中退
- 松村達雄
- 石濱朗
- 北大路欣也
- 徳大寺伸
- 夏川大二郎
- 細川俊夫
- 峰岸徹
- エド山口
- モト冬樹
- グッチ裕三
- 藤村俊二
- 三波豊和
- 石橋エータロー
- 犬塚弘
- 桜井センリ
- ベガス味岡
- 村井研次郎
- 芦田昌太郎
- 目黒大樹
- 上野隆博
- 賀来賢人
- 伊吹謙太朗
- 平岳大
- 片山明彦
- 永井秀和

### スポーツ
サッカー
- 石川健太郎
- 大倉智
- 藤川孝幸
- 加藤善之
- 田中謙吾
- 松木安太郎（堀越高等学校へ転校）
- 前田遼一
- 信藤健太
- 稲葉洸太郎
- 北原亘
- 星翔太
- 星龍太
- 須賀雄大

その他
- 関口雄飛（レーサー）
- 高木正征（陸上競技・短距離走）